# La Carène (Brest)
Cet article possède un paronyme, voir Carène.
La Carène est une salle de concert française située à Brest dans le département du Finistère en région Bretagne. Le lieu a ouvert ses portes en mars 2007, au port de commerce, dans un bâtiment imposant à l'architecture signée Jacques Ripault.
La Carène est composée de deux salles de concerts et de six studios de répétition entièrement équipés, ouverts aux groupes de musique amateurs. Une équipe et du matériel d'enregistrement sont à la disposition des artistes.

## Équipement

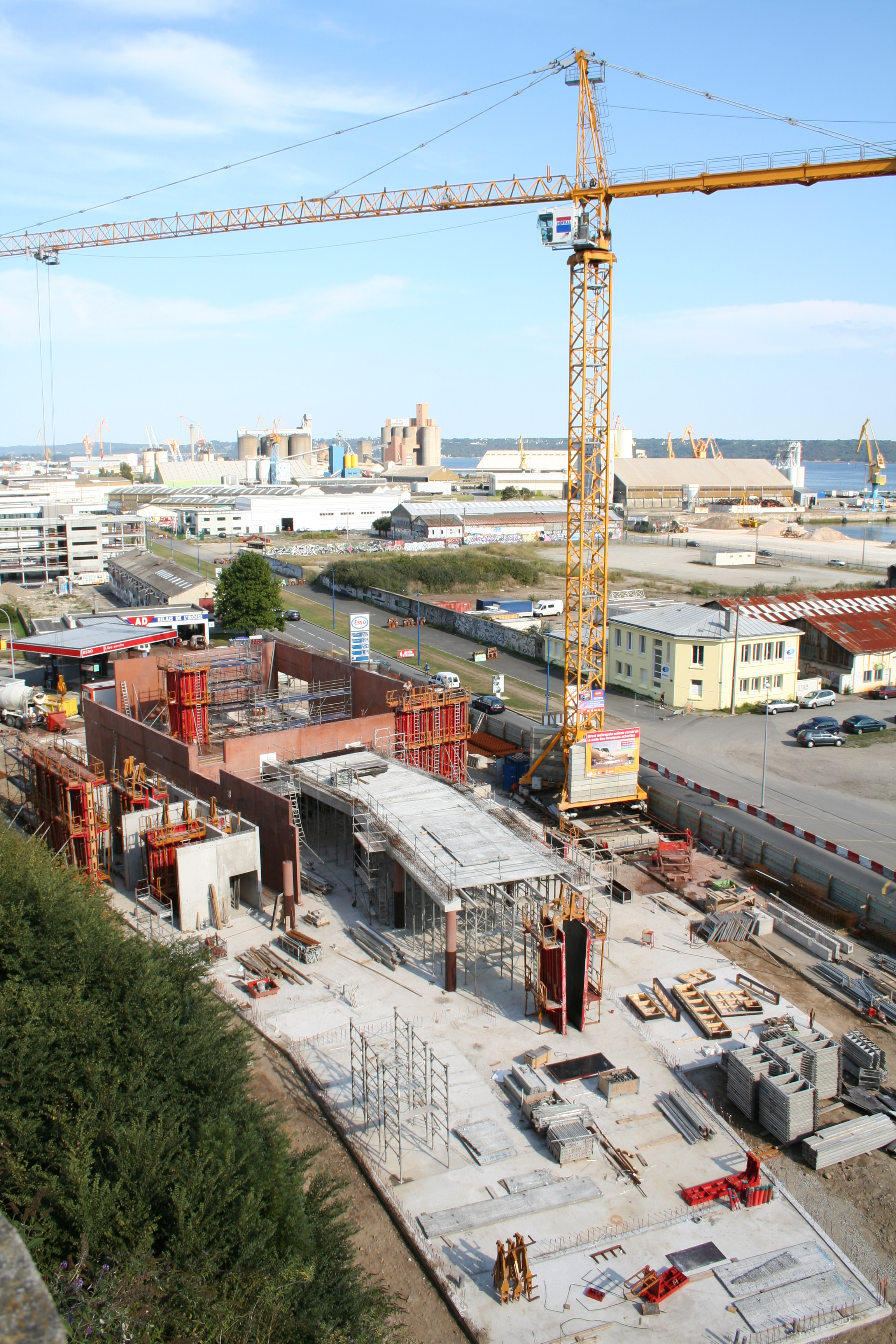
Chantier de construction

L'idée d'un lieu culturel de ce type date de 1989 à la mise en place du Centre de création musicale (CCM) à Brest, premier pôle des musiques actuelles en Bretagne. Sa mise en œuvre démarre dix ans plus tard : en 2001, un cahier des charges est élaboré et un concours d'architecture est lancé, remporté par Jacques Ripault. Brest métropole investit 10 millions d'euros pour la construction du bâtiment et 900 000 pour l'équipement et la mise en service de La Carène. Le nom évoque la construction navale, le projet se situant au port de commerce. Le bâtiment de 3 600 m2, en béton teinté ocre et son granit violacé, suit les brisures obliques des remparts de Vauban, selon les plans conçus par Jacques Ripault (prix d'architecture Bretagne 2008). La rampe longeant l'édifice permet l'accès au premier étage et à un toit-terrasse, avec 500 places en gradins de bois pour des spectacles en plein air. La façade accueille depuis novembre 2017 une fresque monumentale réalisée par le Projet 0.0, notamment Wen 2, Pakone et Papy.

### Salles de concerts
Un auvent couvre un grand hall d'entrée avec bar au rez-de-chaussée et à l'étage, un atrium centre d'informations et de ressources. La grande salle compte une jauge debout de 1 300 (places, avec deux plateformes latérales appelées promenoirs, pouvant chacune accueillir une cinquantaine de personnes debout. Un balcon dispose d'un gradin d'une centaine de places assises fixes avec la possibilité de déployer en dessous un gradin hydraulique de 450 places. Le « Club » est une salle pouvant accueillir 350 personnes, particulièrement adaptée pour les artistes de la région, les résidences et préparations de tournées. Elle est reliée au studio d'enregistrement.

### Studios
Pensés pour la cohabitation musicale, chaque studio est un bloc de béton indépendant du reste du bâtiment et monté sur vérins. Les six studios sont équipés de backline (batterie et amplis) pour les répétitions de groupes. Pour la diffusion, trois des studios sont équipés de HK Elias PX, les trois autres de MTD 115. Une cabine est dédiée à la MAO (musique assistée par ordinateur) ; depuis janvier 2008, un service d'enregistrement de maquettes est proposé. L'équipe comprend trois régisseurs : Benjamin Mazeau (qui a pris le relais de Jean-Bernard Guillet), David Schrub et Maël Le Nen, qui peuvent, à la demande des groupes, les conseiller sur les aspects techniques et artistiques, mais aussi les former à l’utilisation des dernières technologies en matière d’informatique musicale.

## Fonctionnement
La Carène est une régie personnalisée avec autonomie financière, gérée et animée au quotidien par une équipe de vingt-et-un permanents, sous la direction de Maëlle Le Gouëfflec, qui a pris la succession de Gwenn Potard en septembre 2022. Ses missions sont définies par son conseil d’administration, composé d’élus de Brest Métropole et de personnalités qualifiées. Un Conseil Consultatif Culturel a été créé pour assurer la liaison entre l’équipe et les acteurs locaux, actifs dans le domaine des musiques actuelles. Il s'agit d'une instance consultative composée de douze membres.

### Missions
Les principaux objectifs de la structure sont de stimuler les pratiques artistiques dans un idéal de développement individuel et collectif des citoyens, en contribuant à la diffusion et au renouvellement des musiques d'aujourd’hui. Pour cela, plusieurs actions sont mises en place :
- La diffusion, avec la programmation de 70 à 90 concerts d’octobre à mai/juin.
- L'accueil des artistes, lors des phases créatives de production des musiques actuelles (résidences, répétitions en studios, enregistrement de maquettes, préparation de tournées).
- L'accompagnement des pratiques amateurs, par l’information, l’aide à la structuration, et différentes actions de soutien et de formation.
- L'action culturelle, par des actions de sensibilisation et d’accompagnement en partenariat avec les structures locales,
- Le développement des publics par une politique tarifaire attractive et une communication moderne[9].

Au titre de ces missions, le projet artistique et culturel de La Carène est labellisé Scène de musiques actuelles par le ministère de la culture le 18 octobre 2024,.

### Musiques
La Carène accueille à la fois des grandes productions d'artistes internationaux de passage dans le cadre d'une tournée et des artistes locaux suivis sur la durée. Tous les styles y ont leur place : diverses déclinaisons de rock, metal, punk, electro, musique contemporaine, musiques du monde, spectacles pour enfants, chanson... Dans une optique de service public, la programmation musicale doit permettre de faire découvrir la variété de la pratique et la qualité de l'écoute. Le public peut rencontrer les groupes qui fréquentent les studios lorsque sont organisés showcases, répétitions publiques ou concerts.

## Programmation

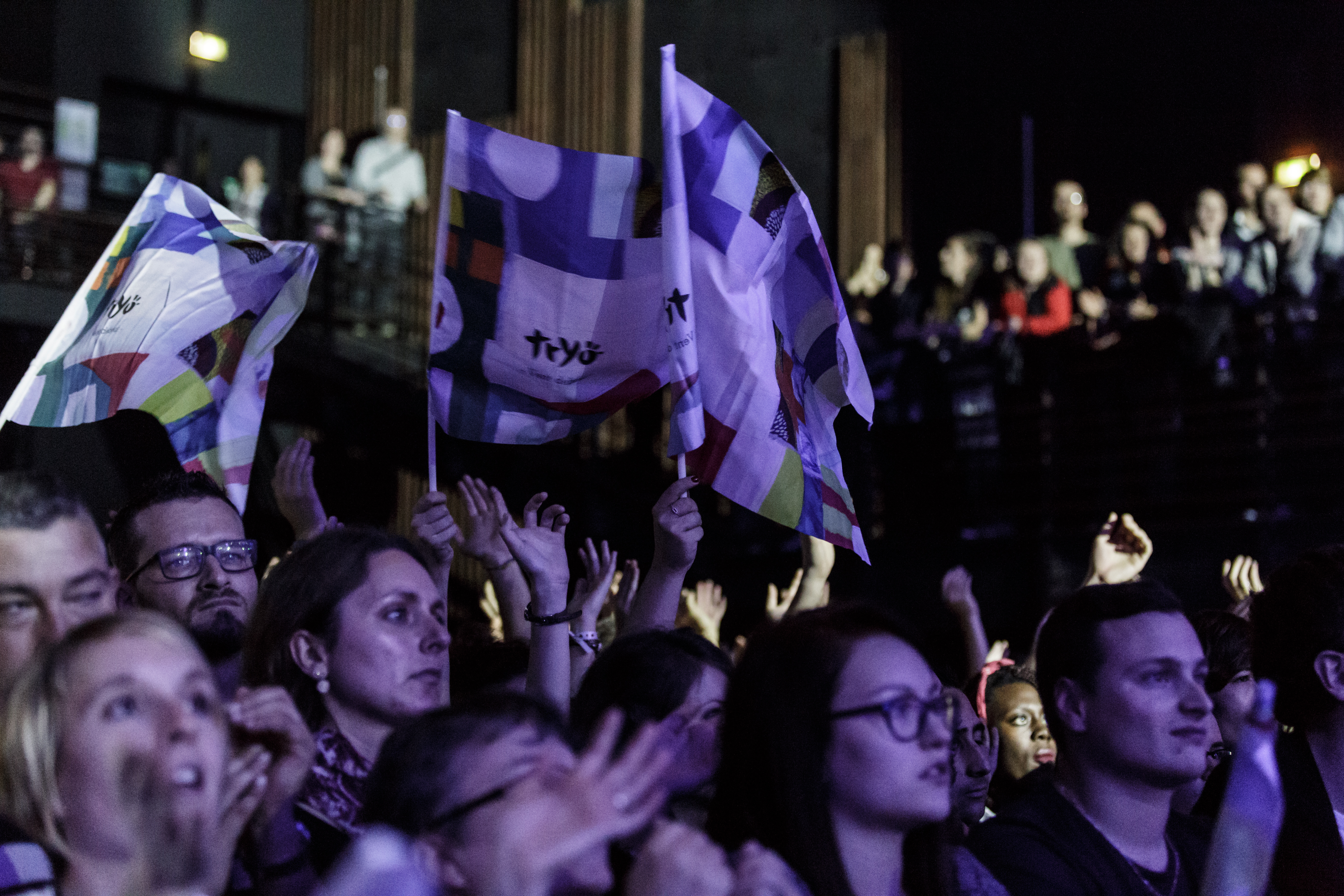
Concert de Tryo en novembre 2016.

La Carène a accueilli une ou plusieurs éditions du festival Astropolis, le festival Invisible, l'Atlantique Jazz Festival, le festival Electr( )cution...
Depuis 2007, La Carène a notamment accueilli : Indochine, Stromae, Yael Naim, Superbus, Tryo, Jacques Higelin, Arno, Shaka Ponk, IAM, Grand Corps Malade, Christophe Maé, Cali, Les Tambours du Bronx, Soprano, Bikini Machine, Arthur H, The Do, Naive New Beaters, Dub Inc, Dionysos, BB Brunes, Gerald de Palmas, Birdy Nam Nam, Jean-Louis Aubert, Louis Bertignac, Youssou N'Dour, Zazie, La Grande Sophie, Diam's, Vitalic, Sinsemilia, Magma, Keziah Jones, Cœur de pirate, Zaz, Olivia Ruiz, Benjamin Biolay, Alpha Blondy, Wax Tailor, Moriarty, Aaron, No one is Innocent, Selah Sue, Saez, Sébastien Tellier, Stephan Eicher, Brigitte, Kery James, Suicidal Tendencies, Mass Hysteria, Nekfeu, Doc Gynéco, Christophe, Vianney, MHD, Faada Freddy, Deluxe...
Des artistes bretons s'y sont produits comme Nolwenn Leroy, Denez Prigent, Alan Stivell, Dan Ar Braz, Renan Luce, Thomas Fersen, Les Ramoneurs de menhirs, Pony Pony Run Run, Red Cardell, Merzhin, Startijenn, Forzh Penaos, les Frères Guichen, The Craftmen Club, les Kreiz Breizh Akademi, Chapi Chapo, Raggalendo, Maïon et Wenn, The Red Goes Black...
La scène musicale brestoise fréquente régulièrement le lieu, notamment des artistes notoires comme Christophe Miossec, Yann Tiersen, Arnaud Le Gouëfflec, Dominique A,  Didier Squiban, Robin Foster, Rotor Jambreks et des groupes locaux (Sheer K, Siam, Im Takt...).

## Autour de la Carène
- Au bord de La Carène se situe le  Carrefour giratoire Sgt. Pepper (album des Beatles) en référence à l'album Sgt. Pepper's Lonely Hearts Club Band des Beatles.[13]
- À 500 mètres de La Carène, le café-concert « Le P'tit Minou » a exercé son activité pendant deux ans, entre 2016 et 2018[14]. Des before/after et une exposition photo y sont organisés à l'occasion des 10 ans de La Carène[15].

### Biographie
- Emmanuelle Debaussart, ROK : De 1960 à nos jours, 50 ans de musique électrifiée en Bretagne, t. 2 : 1990 / 2013, Rennes, LADTK, 2013, 480 p. (ISBN 978-2-9543644-0-7), « Nouvelles structures. La Carène : du rock à la pointe ! », p. 450-451